# Dennis Leston
Dennis Leston (ur. 2 lutego 1917 w Hackney, zm. 7 października 1981 w Tallahassee) – brytyjski (angielski) entomolog, specjalizujący się w heteropterologii.
Urodził się w 1917 roku w Hackney w Londynie. Studiował medycynę. W czasie II wojny światowej służył Royal Army Medical Corps i w tym okresie zainteresował się entomologią. Po uzyskaniu w latach 60. dyplomu Imperial College London studiował na Uniwersytecie Oksfordzkimi, a następnie na Wydziale Zoologii University of Ghana, gdzie zdobył stopień doktora.
Leston specjalizował się w pluskwiakach różnoskrzydłych. Zajmował się ich taksonomią, morfologią, anatomią i ekologią. Badał m.in. mechanizmy strydulacji. Publikacje szczegółowe poświęcał głównie tarczówkom i Cimicoidea. Duży wkład wniósł w zbadanie fauny krainy afrotropikalnej. Prowadził też badania w Brazylii. Najbardziej znany jest opublikowanej w 1959 roku wspólnie z Thomasa Richardem Edmundem Southwoodem książki Land and Water Bugs of the British Isles.
W 1949 roku wybrany został na członka Royal Entomological Society of London. Należał także do South London Entomological Society.
Większa część jego zbiorów zdeponowana jest w Muzeum Historii Naturalnej w Londynie. Część znajduje się w Amerykańskim Muzeum Historii Naturalnej w Nowym Jorku.